# Gibbosoplites spilonotus
Gibbosoplites spilonotus är en stekelart som först beskrevs av Cameron 1912.  Gibbosoplites spilonotus ingår i släktet Gibbosoplites och familjen brokparasitsteklar. Utöver nominatformen finns också underarten G. s. mesonotifer.